# Zalog (Kranj, Slovenija)
Zalog je naselje u slovenskoj Općini Kranju. Zalog se nalazi u pokrajini Gorenjskoj i statističkoj regiji Gorenjskoj. 

## Stanovništvo
Prema popisu stanovništva iz 2002. godine naselje je imalo 77 stanovnika.